# Präsidentschafts- und Parlamentswahl in Haiti 2010
Die Wahl in Haiti begann am 28. November 2010. Sie umfasste neben der Wahl des neuen Staatspräsidenten von Haiti die Wahl zur Abgeordnetenkammer sowie die Wahl von elf der insgesamt 30 Senatoren. Die Wahlen waren ursprünglich für den 28. Februar 2010 angesetzt, wurden dann aber nach dem schweren Erdbeben vom 12. Januar 2010 auf das Jahresende verschoben. Rund 4,7 Millionen Haitianer waren zur Wahl aufgerufen.
Im ersten Wahlgang gelangte keiner der Präsidentschaftskandidaten über die notwendige 50-Prozent-Marke für eine Direktwahl. Der Termin für eine Stichwahl wurde Anfang Februar 2011 auf den 20. März 2011 verschoben, nachdem die Organisation Amerikanischer Staaten (OAS) Zweifel an dem Ergebnis des Zweit- und Drittplatzierten geäußert hatte.

## Rechtliche Grundlagen
Haiti ist eine präsidiale Republik. Staatsoberhaupt und oberster Inhaber der Exekutivgewalt ist der auf fünf Jahre vom Volk direkt gewählte Staatspräsident. Die Amtszeit des Präsidenten ist auf eine Wahlperiode begrenzt; es ist nur eine Wiederwahl nach einer mindestens fünfjährigen Unterbrechung möglich. Der seit 2006 regierende Amtsinhaber René Préval, der bereits von 1996 bis 2001 amtiert hatte, konnte somit nicht zur Wiederwahl antreten; seine Amtszeit endete am 7. Februar 2011.
Der haitianische Staatspräsident ernennt den Ministerpräsidenten, der vom Parlament bestätigt werden muss. Die Legislative liegt beim Zweikammer-Parlament, bestehend aus dem 30 Mitglieder umfassenden Senat und der Abgeordnetenkammer mit 99 Mitgliedern. Während die Wahlen zur Abgeordnetenkammer alle vier Jahre abgehalten werden beträgt die Amtszeit der Senatoren sechs Jahre. Alle zwei Jahre wird ein Drittel der Senatoren neu gewählt.

## Hintergrund

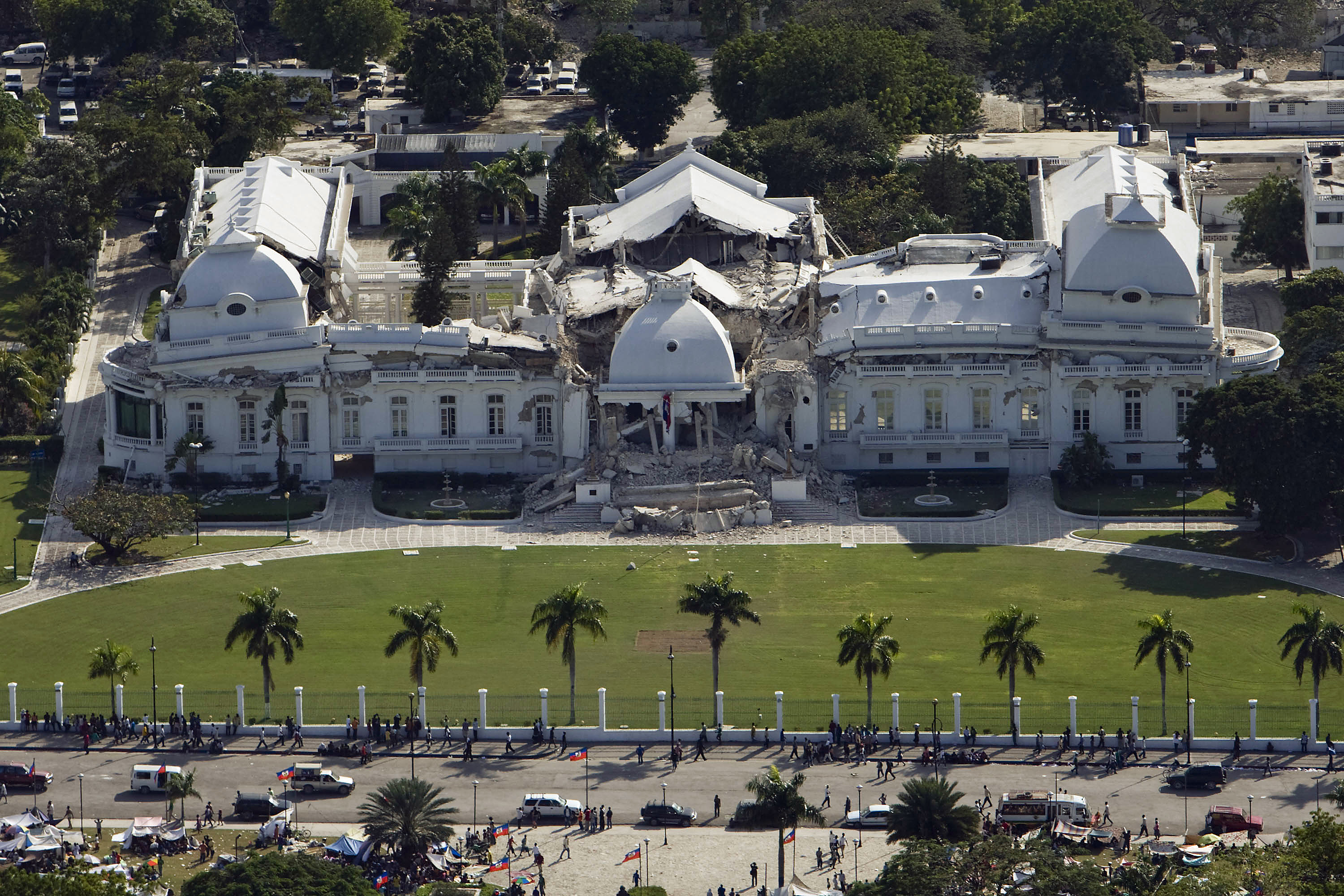
Der durch das Erdbeben zerstörte Präsidentenpalast in Port-au-Prince

Die Präsidentschafts- und Parlamentswahlen wurden von der angespannten humanitären und politische Lage in Haiti überschattet. Haiti zählt zu den am wenigsten entwickelten Ländern der Welt. Soziale Unruhen hatten zuletzt im Jahr 2008 zur Entlassung der Regierung geführt.
Beim schweren Erdbeben am 12. Januar 2010 starben mehr als 250.000 Menschen; zahlreiche Gebäude in der Hauptstadt Port-au-Prince und den umliegenden Provinzen zerstörte. Betroffen waren auch die Einrichtungen der Wahlkommission und der Stabilisierungsmission der Vereinten Nationen in Haiti, weshalb eine Durchführung der Wahlen am 28. Februar 2010 nicht mehr möglich war. Im Juni 2010 legte Präsident Préval den 28. November 2010 als neuen Wahltermin fest. Dies erfolgte auch auf internationalen Druck, da seit dem Erdbeben keine funktionsfähige Regierung mehr im Amt war und die UN-Friedenstruppen vielfältige Verwaltungsaufgaben übernommen hatten.
Im Oktober 2010 brach in dem nördlich von Port-au-Prince gelegenen Département Artibonite eine Choleraepidemie aus, die sich bald auf die Hauptstadt ausweitete und die bis zum 22. November 2010 mehr als 1500 Todesopfer verursachte. Ungeachtet des sanitären Notstands wurden die Vorbereitungen für die Wahlen wie geplant fortgesetzt; die Forderung einiger Präsidentschaftskandidaten zur Verschiebung der Wahlen wurde von den staatlichen Stellen zurückgewiesen.

## Präsidentschaftswahl

### Kandidaten
34 Personen hatten sich für das Amt des Staatspräsidenten beworben. Von diesen Bewerbern wurden allerdings nur 19 Kandidaten von der Provisorischen Wahlkommission für die Präsidentschaftswahl am 28. November 2010 zugelassen. Ein Bewerber zog seine Kandidatur zurück, so dass 18 Personen zur Präsidentschaftswahl antraten. Der bekannteste Bewerber, der nicht zur Wahl zugelassen wurde, war der Musiker Wyclef Jean.
Als aussichtsreichste Kandidaten galten Mirlande Manigat, die Ehefrau des ehemaligen Staatspräsidenten Leslie Manigat, der von René Préval geförderte Jude Célestin, der zweimalige Premierminister Jacques-Édouard Alexis, der Unternehmer Charles Henry Baker, der 2006 bei der Präsidentschaftswahl den dritten Platz belegt hatte, sowie der populäre Sänger Michel „Sweet Micky“ Martelly.

### Wahlkampf
Der Präsidentschaftswahlkampf wurde überschattet von vereinzelten Ausschreitungen zwischen Anhängern der verschiedenen Parteien. Mehrere Menschen wurden bei Schießereien getötet, Anhänger Michel Martellys berichteten von einem versuchten Anschlag auf den Oppositionspolitiker. Hinzu kamen gewaltsame Proteste gegen die UN-Soldaten in Haiti, die für die Ausbreitung der Cholera verantwortlich gemacht wurden.
Internationale Wahlbeobachter befürchteten, dass sich die Angst vor der Epidemie auf die Wahlbeteiligung auswirken könnte. Zudem konnten sich zahlreiche Haitianer nicht für die Wahlen registrieren lassen, da notwendige Dokumente bei dem Erdbeben verloren gegangen waren. Die Opposition warnte im Vorfeld der Präsidentschaftswahl vor einem möglichen Wahlbetrug. Die favorisierte Oppositionskandidatin Mirlande Manigat erklärte, dass bis zu 500.000 gefälschte Stimmzettel für den Regierungskandidaten Célestin vorbereitet seien. Auch der Leiter des nationalen Wahlregisters ging von Betrugsversuchen aus.

### Erster Wahlgang
Auch am Wahltag, dem 28. November 2010, wurden nach Angaben der Opposition zahlreiche Unregelmäßigkeiten registriert. Es lägen Berichte über manipulierte Wählerverzeichnisse, Wahllokale, die erst verspätet geöffnet wurden, und Einschüchterungsversuche gegenüber Wählern vor. Zwölf der 18 Präsidentschaftskandidaten hatten noch während der laufenden Wahl in einer gemeinsamen Pressekonferenz eine Annullierung der Wahlen gefordert.
In den nordhaitianischen Städten Acul du Nord und Trou du Nord musste der Wahlgang nach Unruhen komplett abgesagt werden. Aus der Hauptstadt Port-au-Prince wurde die Erstürmung eines Wahllokals gemeldet. Wahlbeobachter der CARICOM erklärten aber, dass die Wahlen trotz „ernsthafter Unregelmäßigkeiten“ gültig seien.
Am 7. Dezember 2010, neun Tage nach der Wahl, gab der Provisorische Wahlrat (Conseil électoral provisoire – CEP) das Ergebnis des ersten Wahlgangs bekannt. Nur 23 Prozent der registrierten Wähler hatten sich beteiligt. Keiner der Kandidaten kam über die notwendige 50-Prozent-Marke für eine Direktwahl. Dem Wahlrat zufolge konnte Mirlande Manigat die meisten Stimmen (31,37 Prozent) auf sich vereinen, gefolgt vom Regierungskandidat Célestin (22,48 Prozent) und dem populären Sänger Michel Martelly (21,84 Prozent).
| Kandidat                 | Partei            | Stimmen | in Prozent |
| ------------------------ | ----------------- | ------- | ---------- |
| Mirlande Manigat         | RDNP              | 336.878 | 31,37      |
| Jude Célestin            | INITE             | 241.462 | 22,48      |
| Michel Martelly          | Repons Peyizan    | 234.617 | 21,84      |
| Jacques-Édouard Alexis   | Renmen Ayiti      | 87.834  | 8,18       |
| Jean-Henry Céant         | MPH               | 32.932  | 3,07       |
| Charles Henry Baker      | Respè             | 25.512  | 2,38       |
| Jean Chavannes Jeune     | ACCRAH            | 19.348  | 1,80       |
| Yves Cristalin           | LAVNI             | 17.133  | 1,60       |
| Leslie Voltaire          | Ansanm Nou Fò     | 16,199  | 1,51       |
| Josette Bijou            | parteilos         | 10.782  | 1,00       |
| Génard Joseph            | Parti Solidarité  | 9.164   | 0,85       |
| Wilson Jeudy             | Force 2010        | 6.076   | 0,57       |
| Yvon Neptune             | Ayisyen Pou Ayiti | 4.217   | 0,39       |
| Jean Hector Anacacis     | MODEJHA           | 4,165   | 0,39       |
| Léon Jeune               | KLE               | 3.738   | 0,35       |
| Axan Delson Abellard     | KNDA              | 6.076   | 0.57       |
| Garaudy Laguerre         | Mouvman Wozo      | 2.802   | 0,26       |
| Gérard Marie Necker Blot | 16 Désanm         | 2.621   | 0,24       |
| Eric Smarki Charles      | PENH              | 2.597   | 0,24       |
| Übrige Kandidaten        |                   | 12.869  | 1,20       |

Nach der Bekanntgabe des Ergebnisses kam es zu gewalttätigen Unruhen, insbesondere durch die enttäuschten Anhänger Martellys.

### Stichwahl
Eine Stichwahl zwischen Manigat und Célestin war für den 16. Januar 2011 geplant, wurde aber auf unbestimmte Zeit verschoben, nachdem die Organisation Amerikanischer Staaten (OAS) Zweifel am Ergebnis des ersten Wahlgangs geäußert hatte. Es hätte Beweise für einen Wahlbetrug zugunsten Célestins gegeben, woraufhin die Organisation dem haitianischen Wahlrat empfahl, den Kandidaten auszuschließen. Die bisherigen Ergebnisse sollten erneut ausgezählt werden. Der amtierende Präsident René Préval sagte daraufhin, dass er nicht zum Ende seines Mandats am 7. Februar 2011 aus dem Amt werde scheiden können, da es bis dahin kein neues Staatsoberhaupt geben werde.
Am 26. Januar 2011 gab der Zweitplatzierte Jude Célestin bekannt, nicht mehr zur Stichwahl antreten zu wollen. Als Grund wurde die Erhaltung der Stabilität in Haiti genannt. Am 3. Februar verkündete der Wahlrat in Port-au-Prince, dass der bisher drittplatzierte Michel Martelly in einer am 20. März 2011 vorgesehenen Stichwahl gegen Mirlande Manigat antreten werde. Célestin schied damit aus.
Im Vorfeld der Stichwahl galt Martelly als Favorit, der in Umfragen kurz vor der Abstimmung auf 53,4 Prozent Stimmenanteil gekommen war. Die Wahl selbst verlief weitgehend störungsfrei, nachdem zu Anfang noch Stimmzettel gefehlt hatten. Die Polizei berichtete in Zusammenhang mit der Abstimmung von zwei Toten. Der Wahlrat verschob die Bekanntgabe des vorläufigen Ergebnisses jedoch vom 31. März auf den 4. April 2011, nachdem bei der Auswertung der Stimmen ein „hoher Grad an Betrug und Unregelmäßigkeiten diverser Art“ festgestellt worden sei. Das Endergebnis der Stichwahl war ursprünglich zum 16. April erwartet worden. Am 4. April gab die Wahlkommission bekannt, dass nach dem vorläufigen amtlichen Wahlergebnis Michel Martelly mit 67,6 Prozent der Stimmen der 56. Präsident Haitis ist. Mirlande Manigat erreichte vorläufige 31,7 Prozent.